# 大运河 (威尼斯)

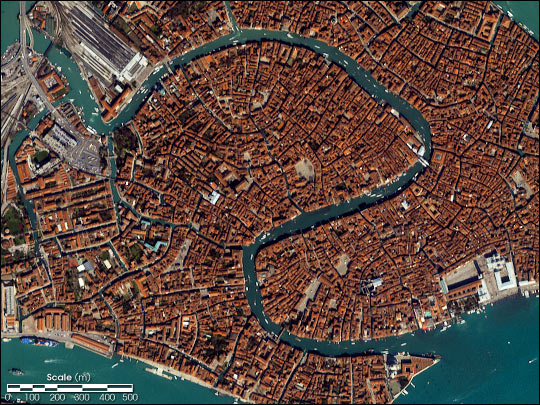
呈S型的大運河

大運河（義大利語：Canal Grande）是義大利威尼斯最重要的運河，也是威尼斯主要的水上交通網路的一部份。私人營運的水上計程車及水上巴士構成了威尼斯的公共運輸網路，不過許多觀光客則會搭乘貢多拉。
大運河的一端通往威尼斯潟湖，位於聖塔露西亞車站附近；大運河的另一端則是在聖馬可廣場附近。大運河呈S型，穿过威尼斯的市中心，長3,800公尺，寬30至90公尺，平均深度5公尺。

## 景觀

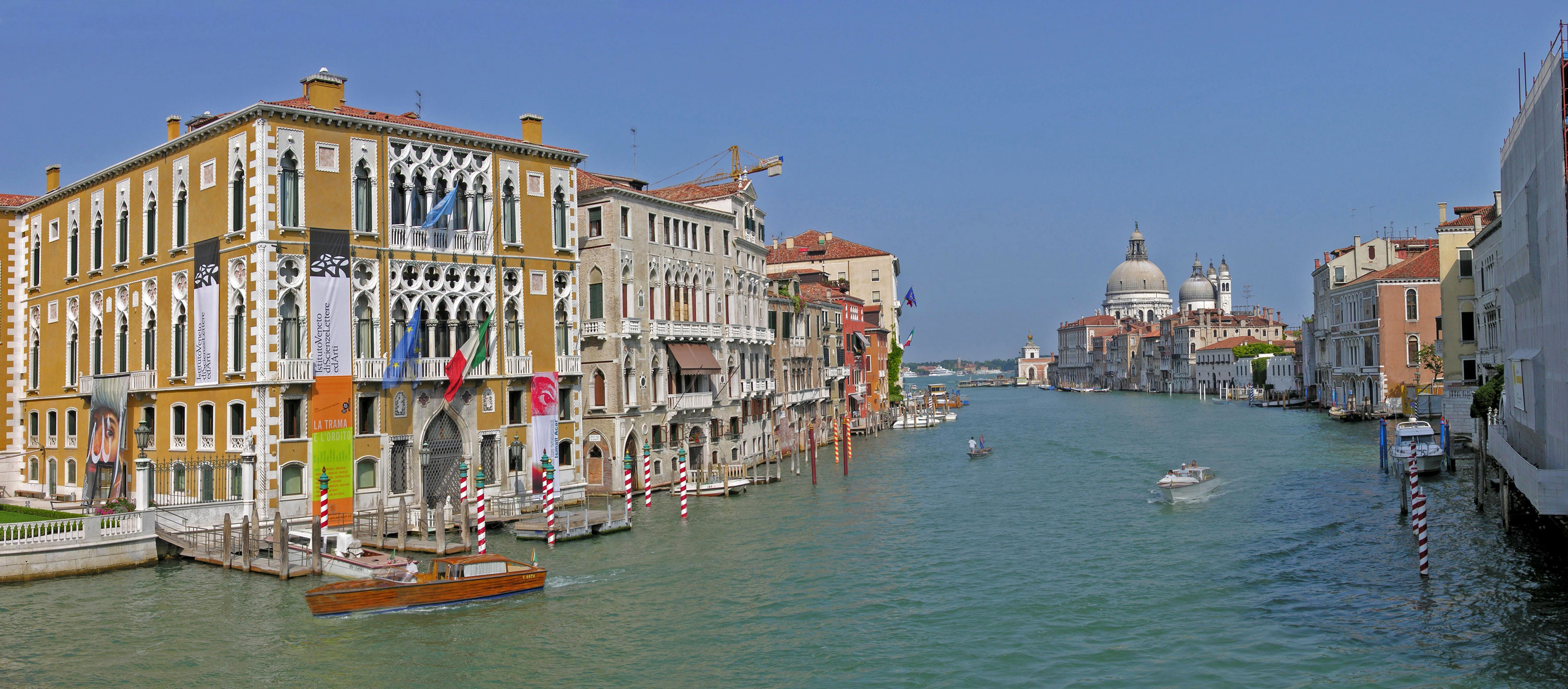
威尼斯的大運河，攝於學院橋上

大運河的兩岸擁有超過170棟建築，其中大部分是13世紀至18世紀的建築，顯露出威尼斯共和國的繁華與藝術。其中比較知名的包括雷佐尼可宮（Ca’Rezzonico）、達里奧宮（Palazzo Dario）、金屋（ Ca' d'Oro）、巴巴里戈宮（Palazzo Barbarigo）、Palazzo Foscari與佩姬·古根漢美術館。大運河的附近也有一些教堂，包括著名的安康聖母教堂（Basilica di Santa Maria della Salute）。
因為威尼斯的交通路線大都沿著運河兩岸，所以直到19世紀，只有里奧多橋這一座連接2岸。目前大運河上共有4座橋，包括學院橋與赤足橋（Ponte degli Scalzi）。第4座橋於2008年啟用，由西班牙知名建築師聖地牙哥·卡拉特拉瓦所設計的憲法橋。人們也可以在運河旁的渡船口來搭乘一種小型的貢多拉（traghetto，也稱為擺渡）來抵達對岸。

## 歷史
大運河可能是依照一條古老河流（也許是勃倫塔河（Brenta River）的支流）的流向而進入潟湖的。亞得里亞威尼托人族群在羅馬時期前就居住在此地，並且以商業與漁業為生。
1968年，阿根廷藝術家烏里武魯在威尼斯雙年展期間用螢光染料將運河水染成綠色。2023年5月28日，大运河的水突然变成了荧光绿色。

### 建築

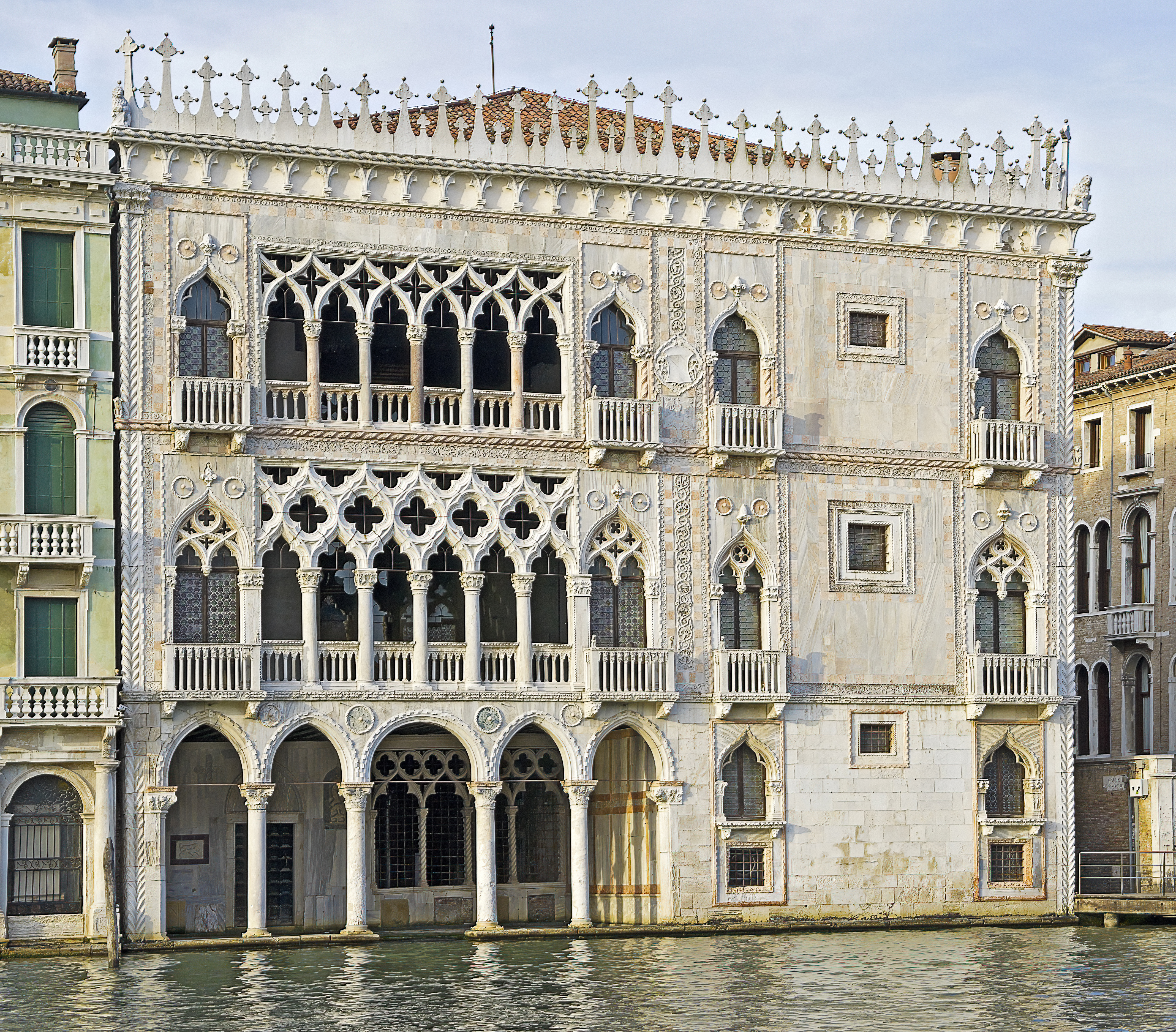
大運河畔的金屋

大運河周圍的建築包含許多不同的建築風格，其中也包括拜占廷、哥德式建築、文藝復興建築、巴洛克建築與新古典主義建築。
土耳其倉庫（Fondaco dei Turchi）在13世紀前期被建造完成，是佩薩羅流放罪犯的收容所。在1923年後，這裡被改建成威尼斯自然史博物館（Museo di Storia Naturale di Venezia）。
卡達莫斯托宅邸（Ca' da Mosto）的歷史可以追溯至13世紀，也是大運河周圍最古老的建築，並具有拜占廷的設計風格。
公爵府是威尼斯最早的哥德式建築之一。金屋（Ca' d'Oro）建造於15世紀初，也是一棟哥德式建築。
達里奧宮（Palazzo Dario）為15世紀發展出來的文藝復興建築，聖盧卡的格里馬尼宮（Palazzo Grimani）原本則是威尼斯總督的住所。威尼斯的古典主義建築則多出自桑索維諾（Jacopo Sansovino）之手，他於1527年從羅馬抵達威尼斯。
羅根納（Baldassare Longhena）是威尼斯主要的巴洛克風格建築師，他於1631年開始建造安康聖母教堂（ Santa Maria della Salute basilica），它是威尼斯最美麗的教堂之一。羅根納後來設計了佩薩羅府邸（Ca'Pesaro）與雷佐尼科宮（Ca'Rezzonico）這兩棟華麗的建築。
小聖西滿堂（San Simeone Piccolo）是新古典主義建築的代表建築，歷史可以追溯至18世紀初期。格拉西宫（Palazzo Grassi）則是18世紀中葉開始建造。

## 節慶

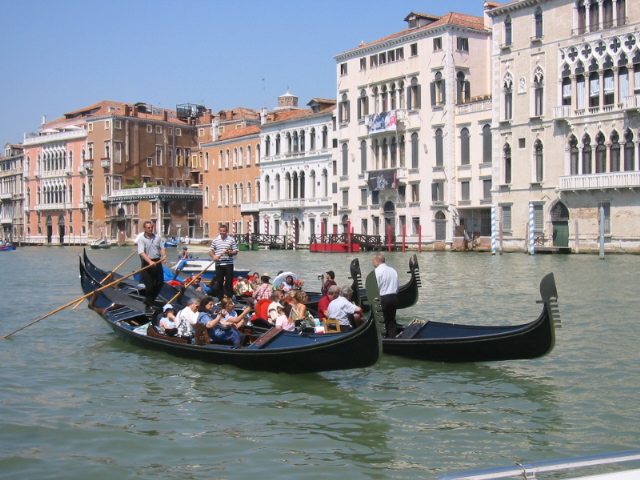
行駛在大運河的貢多拉

### 貢多拉船賽
大運河在每年9月的第1個禮拜日都會舉行貢多拉船賽（Regata Storica），這種競賽每年都會吸引許多人到場觀看。貢多拉船賽由一種傳統列隊（Corteo Storico）所引導，這是紀念賽普勒斯女王Catherine Cornaro在1489年將賽普勒斯王國賣給威尼斯。船手會穿著傳統的服裝來駕御著16世紀的船隻，隊伍最前方則是禮舟（Bucentaur，這代表公爵的槳戰船）。

### 聖母瑪利亞
威尼斯人為了感謝聖母瑪利亞將他們從1929年至1931年的鼠疫災害中拯救出來，建立了安康聖母教堂。在每年11月20日，朝聖者會在聖母瑪利亞教堂聚集，並供奉食物。

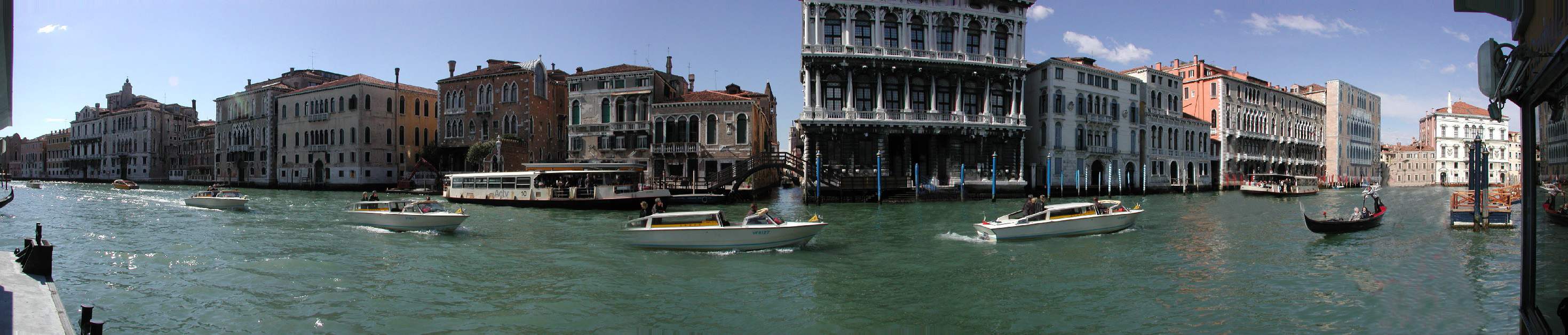
大運河全景

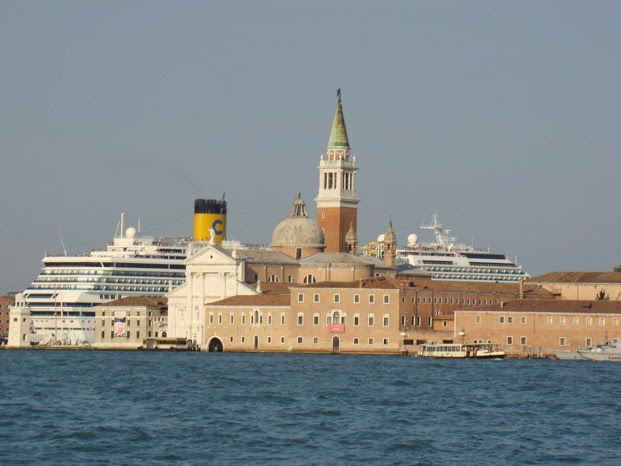
远洋班轮通过大运河

## 規定
威尼斯當局禁止大运河上開展衝浪、槳板與划獨木舟之類的運動。2022年8月17日，2名遊客因為在大運河上衝浪被威尼斯當局分別罰款罰1500歐元，兩人的衝浪板也被沒收，